# (12932) Conedera
(12932) Conedera est un astéroïde de la ceinture principale.

## Description
(12932) Conedera est un astéroïde de la ceinture principale. Il fut découvert le 10 octobre 1999 à Gnosca par Stefano Sposetti. Il présente une orbite caractérisée par un demi-grand axe de 2,42 UA, une excentricité de 0,20 et une inclinaison de 3,4° par rapport à l'écliptique.

## Compléments